# Кандіду Кошта
Кандіду Кошта (порт. Cândido Costa, нар. 30 квітня 1981, Сан-Жуан-да-Мадейра) — португальський футболіст, що грав на позиції захисника.
Виступав, зокрема, за клуб «Порту», а також молодіжну збірну Португалії.

## Клубна кар'єра
Народився 30 квітня 1981 року в місті Сан-Жуан-да-Мадейра. Вихованець юнацьких команд футбольних клубів «Санжуаненсі» та «Бенфіка».
У дорослому футболі дебютував 1999 року виступами за команду «Салгейруш», в якій того року взяв участь у 9 матчах чемпіонату. Взимку він перейшов до «Порту», де спочатку виступав лише у другій команді «Порту Б». Перед початком сезону 2000/01 він увійшов до основного складу і у своєму першому сезоні він провів 18 ігор і забив два голи в чемпіонаті та допоміг клубу виграти національний кубок. Наступного року молодий захисник провів 13 ігор чемпіонату, але потім втратив місце в основі і майже не використовувався в тріумфальному у сезоні 2002/03, де «дракони» під керівництвом Жозе Моурінью виграли «золотий дубль», а також Кубок УЄФА.
Ще до завершенні того сезону, щоб отримати ігрову практику, на початку 2003 року Кошта був відданий в оренду у «Віторію» (Сетубал), де він не зміг врятувати команду від вильоту. Після повернення до «Порту» його клуб домовився про ще одну оренду — цього разу з англійським «Дербі Каунті» з Першого дивізіону Футбольної ліги (на той час другого найвищого дивізіону). З «Дербі» йому вдалося залишитися в лізі.
Влітку 2004 року Коста покинув «Порту» і перебрався у «Брагу». У цій команді його також не використовували регулярно, тож влітку 2006 року він перейшов до столичного «Белененсеша». Хоча спочатку він був там постійним гравцем, пізніше його поява стала рідшою. Водночас клуб випав із середини таблиці у боротьбу за виживання. В результаті за підсумками сезону 2009/10 команда таки вилетіла до другого дивізіону, після чого Кошта покинув команду.
У сезоні 2010/11 Кошта грав за румунський «Рапід» (Бухарест), після чого у липні 2011 року він повернувся до другого дивізіону своєї країни у клуб «Ароука», але кілька днів потому отримав травму передньої хрестоподібної зв'язки правого коліна, тому так і не зіграв за команду жодної гри протягом наступного сезону.
Згодом грав у складі нижчолігових команд «Тондела»  та «Сан-Жуан-де-Вер», а завершив ігрову кар'єру у команді «Оваренсе», за яку виступав протягом 2014—2015 років.

## Виступи за збірні
Виступав у складі юнацьких збірних, з якими став півфіналістом чемпіонату Європи серед юніорів до 16 років 1998 року у Шотландії та чемпіоном Європи серед юніорів до 18 років 1999 року у Швеції. Загалом на юнацькому рівні взяв участь у 50 іграх, відзначившись 9 забитими голами.
Протягом 2000—2004 років залучався до складу молодіжної збірної Португалії, з якою був учасником молодіжного чемпіонату Європи 2002 року у Швейцарії, на якому португальці не подолали груповий етап. Всього на молодіжному рівні зіграв у 25 офіційних матчах, забив 5 голів.

## Досягнення
- Володар Кубка Португалії: 2000/01